# DN4-es főút (Románia)

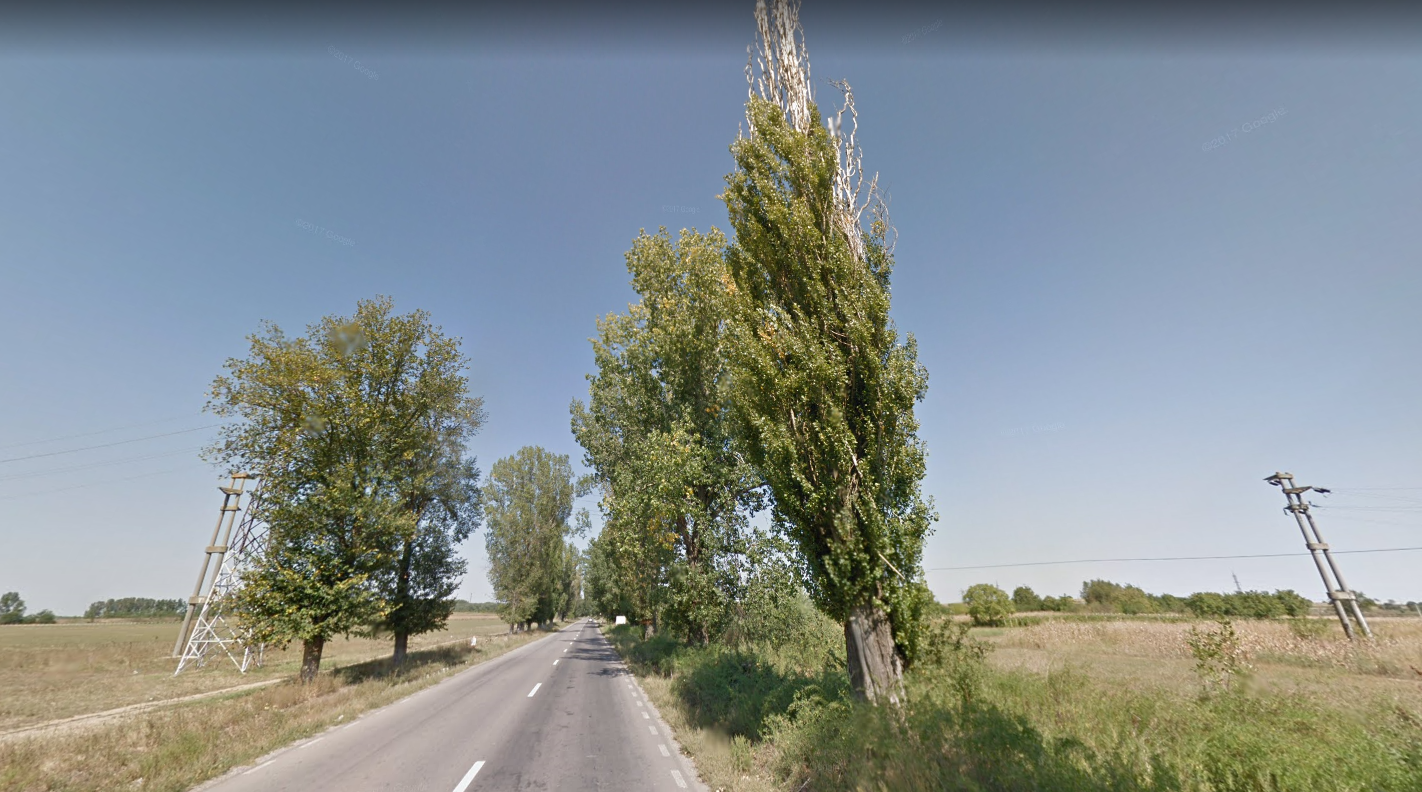
A főút valahol Oltenița közelében.

A DN4 főút Romániában, amely Bukarestet és Oltenițát köti össze.

## Jellemzése
A főút 61,69 km hosszú. Bukarestőől 30 kilométerre keresztezi a Dâmbovița folyót az Argeșbe való torkolata előtt; innentől az Argeș mentén halad. Keresztezi a DN31-es (Călărași-Oltenița) és DN41-es (Oltenița-Giurgiu) főutakat.